# Urolf

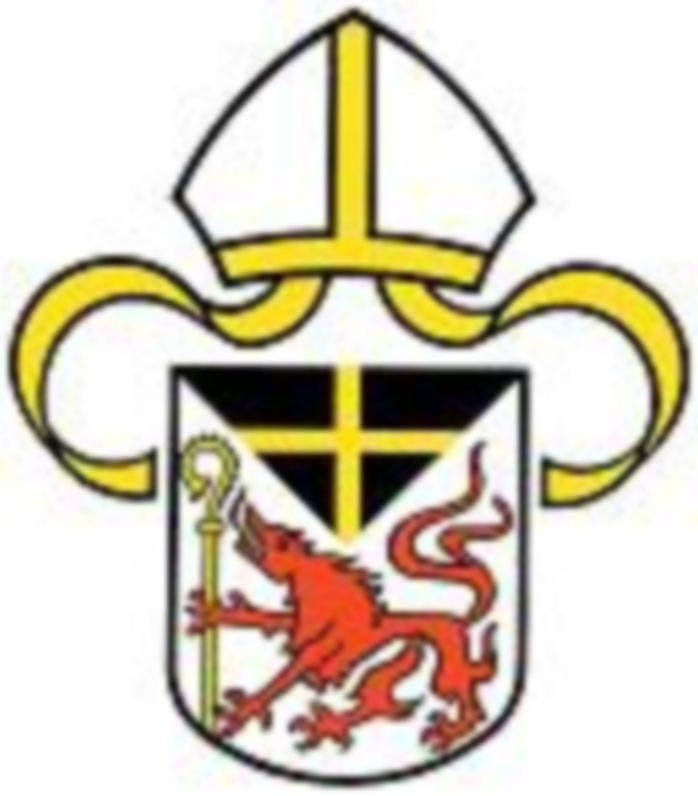
Bistumswappen de Passau.

Urolf foi o sétimo bispo de Passau de cerca de 804 a 806.
O Domstift pôde adquirir várias doações sob o seu governo: Schärding, Machendorf, Schalchen e Andießen.